# سباستیان امیز
سباستیان آمیز (فرانسوی: Sébastien Amiez‎؛ زادهٔ ۶ مه ۱۹۷۲) اسکی‌باز آلپاین اهل فرانسه است.
وی در مسابقات کشوری و بین‌المللی در مجموع برندهٔ ۲ مدال نقره شده‌است.